# Olibrus pygmaeus
Olibrus pygmaeus é uma espécie de insetos coleópteros polífagos pertencente à família Phalacridae.
A autoridade científica da espécie é Sturm, tendo sido descrita no ano de 1807.
Trata-se de uma espécie presente no território português.